# 北美自由贸易协定

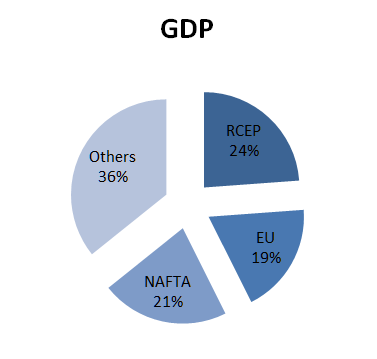
北美自由贸易协定GDP（2012年）：国际货币基金组织 - “世界经济展望”数据库（2013年10月）

北美自由贸易协定（英語：North American Free Trade Agreement，NAFTA，ALÉNA，TLCAN）是美国、加拿大及墨西哥在1992年8月12日签署了关于三国间全面贸易的协定。与欧盟性质不一样，北美自由贸易协定不是凌驾于国家政府和国家法律上的一项协定。北美自由贸易协定于1994年1月1日正式生效，並同時宣告北美自由貿易區（North America Free Trade Area ，NAFTA）正式成立。北美自由貿易區擁有4.5億人口，國民生產總值約17.3兆美元，年貿易總額1.37兆美元，其經濟實力和市場規模都超過歐洲聯盟，成為當時世界上最大的區域經濟一體化組織。2018年9月30日，美国、墨西哥和加拿大就更新北美自由贸易协定达成一致，新的贸易协定命名为「美國-墨西哥-加拿大協定」（United States-Mexico-Canada Agreement, USMCA），取代現有的貿易協定。

## 建立
從20世紀80年代初起，歐洲經濟一體化的進程加快，日本對美、加市場也採取了咄咄逼人的進攻策略，美、加兩國在國際的經濟地位和競爭優勢相對減弱，這使雙方都意識到進一步加強雙邊經濟貿易關係的必要性。
1980年，雷根在競選美國總統時就提出一個包括美國、加拿大、墨西哥及加勒比海諸國在內的“北美共同市場”的設想。加拿大1983年也提出了關於建立美加自由貿易區的設想。1985年，美、加兩國開始進行有關簽署雙邊自由貿易協定的談判。
1988年6月2日，美加自由貿易協定正式簽署，1989年1月1日，該協定正式生效。北美自由贸易协定是在1989年美加自由贸易协定基础上的衍生。
北美自由贸易协定是一项国际协定，与条约非常类似。在美国法律中將之作为国会-行政协定。
北美自由貿易協定第一條有明確規定，墨西哥、加拿大、美國根據關稅和貿易總協定的基本原則，正式建立一個自由貿易區。其成立宗旨是：取消貿易障礙，創造公平競爭的條件，增加投資機會，對知識產權提供適當保護，建立執行協定和解決爭端的有效程序，以及促進三邊性、地區性以及多邊性合作。三個會員國彼此必須遵守協定規定的原則和規則，如國民待遇、最惠國待遇、及程序上的透明化等來實現其宗旨，藉以消除貿易障礙。
在權利方面，自由貿易區內的國家，貨物可以互相流通並減免關稅，但對貿易區以外的國家，則仍然維持原關稅及障礙。
有關北美自由貿易區成立後對美國、加拿大、墨西哥經濟貿易的影響十分重要。
北美自由貿易區自1994年1月1日正式成立後，不但成為全球最大自由貿易區，至2000年，美國與墨西哥兩國進口貿易總額每年均呈顯著的成長，只有美國輸往加拿大的成長，在前四年呈大幅增加，自1998年開始呈遞減的趨勢，美國、墨西哥之間因北美自由貿易區使得墨西哥出口至美國受惠最大。

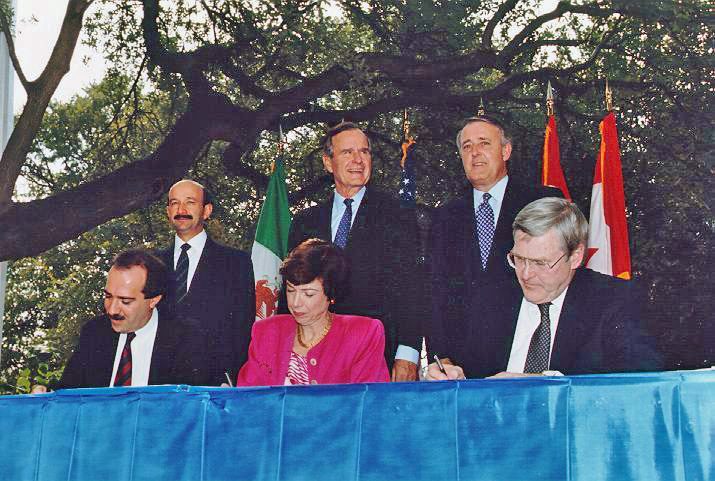
北美自由貿易協定相關國家的三國國家元首見證下，1992年的簽署儀式

## 重新谈判
美国总统特朗普自2017年上任以来曾多次批评北美自贸协定造成美国制造业岗位流失。北美自贸协定重启谈判，首轮谈判于2017年8月正式启动。2018年8月27日，美国与墨西哥就更新北美自由贸易协定达成初步原则性协定：
- 在北美生产的汽车零部件比例达到75%，高于旧协定的62.5%。
- 40-45%的汽车零部件由时薪至少为16美元的工人生产，旨在遏制车企将就业岗位转向墨西哥。
- 六年后（2026年）评估一次协定，并可根据评估结果将协定期限延长16年。

2018年9月30日，美国和加拿大宣布双方就新协定达成共识：
- 加拿大将向美国农民局部开放价值160亿美元的加拿大农产品市场。
- 如果美国将来向进口汽车征收关税，这些关税将不会适用于加拿大和墨西哥制造的汽车。
- 加拿大和墨西哥制造的汽车每年向美国免稅出口限额为260万辆。
- 每部在美国、加拿大和墨西哥制造的汽车中，最少要有40%的零件由这三个国家的不低於16美元時薪的工人生產[8]。

## 影響

### 農業
從NAFTA最初的協商開始，農業就一直是具有爭議的議題，在世界貿易組織架構下所簽署的任何自由貿易協定都引發類似的問題。農業是唯一未經三方共同磋商簽訂的部分，而是經由雙邊磋商共簽署了三個分別的協定。加拿大與美國的協定包含了農業產品的限制及關稅配額，主要是糖、乳製品、家禽類；墨西哥與美國的協定則准許分階段實施的貿易自由化。
美墨農業協定的整體效應是具有爭議的，墨西哥並未具備競爭化所需的基礎建設投資，諸如完整的鐵路、公路運輸系統，這使得該國的貧窮民眾陷於更困難的環境之中。不過，有認為造成農村貧窮的原因不能歸咎於NAFTA，事實上，墨西哥的農業出口從1994到2001年間每年平均增加了9.4個百分點，相對於此，進口僅增加了百分之6.9。
墨西哥的玉米產量在NATFA實施之後雖然有所增加，但是，該國內部對於玉米需求程度超出了可以供應的範圍，使得進口變得迫切，遠超過墨西哥最初所協商的農業配額。Zahniser與Coyle指出，墨西哥的玉米價格，受到國際價格的影響，呈現戲劇化的降低，然而，由於時任總統比森特·福克斯·克薩達的補貼政策，彌補實質所得的損失，使得玉米的產量自2000年以來仍然維持穩定的局面。
一個刊載於美國農業經濟學期刊的研究指出，NAFTA使得美國對於加拿大、墨西哥的農業出口增加，即使大部分的增加是發生在批准的十年之後，這項研究的重點是在於逐漸實施協定的效應。

## 爭議
美國於2000年時對於美國玉米農民的補貼達到101億美元，多達墨西哥政府當年農業預算的10倍。不過，也有研究認為NAFTA並非造成玉米農窮困的原因，指出這種情形早在簽訂NAFTA的十年前就已存在，反而玉米的產量於於1994年NAFTA生效後有所增加，並且，美國補貼政策是否對墨西哥玉米價格造成可得計算的影響也不明確，儘管多數認為美國取消農業補貼政策是有利於墨西哥農民，但這將對墨西哥農民的經濟和生產構成衝擊。